# رجال إكس (سلسلة أفلام)
إكس مان هي سلسلة أفلام خارقة مستندة إلى قصص إكس مان الخيالية من تأليف مارفل كومكس.

## السلسلة
- (2000) رجال-إكس
- (2003) إكس 2
- (2006) رجال-إكس: الوقفة الأخيرة
- (2009) رجال-إكس الأصول: وولفرين
- (2011) رجال-إكس: الدرجة الأولى
- (2013) الوولفيرين
- (2014) رجال-إكس: أيام المستقبل الماضي
- (2016) ديدبول
- (2016) رجال-إكس: نهاية العالم
- (2017) لوغان
- (2018) ديدبول 2
- (2019) عنقاء الظلام
- (2020) المتحولون الجدد
- (2024) ديدبول وولفيرين

## وصلات خارجية
- الموقع الرسمي